# Sclerocarya
Sclerocarya Hochst. è un genere di piante arboree della famiglia delle Anacardiacee che comprende due specie diffuse in Africa.

## Etimologia
Il nome del genere deriva dalle parole greche "σκληρός (sklērós), "duro", e κάρυον (káryon), "noce", in riferimento al duro nocciolo contenuto dai frutti prodotti dai membri del genere.

## Tassonomia
Il genere comprende due specie:
- Sclerocarya birrea (A.Rich.) Hochst., diffusa in Africa subsahariana e Madagascar, della quale si conoscono le sottospecie S. birrea caffra, S. birrea multifoliolata S. birrea birrea
- Sclerocarya gillettii Kokwaro, presente in Kenya orientale.